# یواس‌اس مندوسینو (ای‌پی‌ای-۱۰۰)
یواس‌اس مندوسینو (ای‌پی‌ای-۱۰۰) (به انگلیسی: USS Mendocino (APA-100)) یک کشتی بود که طول آن ۴۹۲ فوت (۱۵۰ متر) بود. این کشتی در سال ۱۹۴۴ ساخته شد.